# 24 de juliol
El 24 de juliol és el dos-cents cinquè dia de l'any del calendari gregorià i el cent dos-cents sisè en els anys de traspàs. Queden 160 dies per finalitzar l'any.

## Esdeveniments
Països Catalans
- 1832 - València: S'inaugura el Teatre Principal de València, amb les obres encara per acabar.[1]
- 1936 - Matadepera, Vallès Occidental: Són assassinats entre el bosc i la carretera de Talamanca, suposadament per milicians del Front Popular els industrials catalans Francesc Salvans i Armengol, el seu fill Joan Salvans i Piera, Agustí Prat i Marcet, Gaietà Vallès i Pujals, Joaquim Barata i Rocafort, Manuel Vallhonrat i Comerma i Josep Maria Duran i Torres, i el notari Francesc de Paula Badia i Tobella.
- 1942 - És afusellat a Paterna el dirigent sindical Joan Peiró.
- 2015 - El Parlament de Catalunya declara la rumba catalana Patrimoni d'interès cultural i musical a Catalunya i dona suport al projecte de candidatura de la rumba com a patrimoni cultural de la UNESCO.[2]

Resta del món
- 1132 - Nocera, Sicília: hi té lloc la batalla de Nocera entre Roger II de Sicília i Ranulf d'Alife, guanyant aquest darrer.[3]
- 1411 - Inverurie, Escòcia: hi té lloc la batalla de Harlaw, una de les més sagnants de la història d'Escòcia.[4]
- 1534 - Península de Gaspé, actual Canadà: Jacques Cartier planta una creu a terra en arribar a la península i pren possessió d'aquella terra en nom del rei Francesc I de França, anomenant-la Nova França.
- 1567 - Escòcia: Maria I és obligada a abdicar en favor del seu fill Jaume, de només 1 any.
- 1823 - Xile: s'hi aboleix l'esclavitud.[5]
- 1911 - Perú: Hiram Bingham redescobreix el Machu Picchu, la ciutat perduda dels Inques.
- 1923 - Lausana (Suïssa): Signatura del Tractat de Lausana entre les potències vencedores de la Primera Guerra Mundial i la Gran Assemblea Nacional de Turquia, després de la Guerra d'Independència Turca, i que servia per revocar el Tractat de Sèvres.[6]
- 1969 - Oceà Pacífic: l'Apol·lo 11 hi ameritza de manera segura.
- 2005 - França: Lance Armstrong guanya el Tour de França 2005, el setè de manera consecutiva. Anys més tard, li seran retirades totes les victòries a la prova gal·la.
- 2010 - Duisburg, Alemanya: es produeixen 21 morts i 500 ferits en una allau humana mentre se celebrava la Love Parade. Dues catalanes, Clara Zapater Caminal (Tarragona, 1988) i Marta Acosta Mendoza (Cambrils, 1989), hi perden la vida.

## Naixements
Països Catalans
- 1856 - Valladolid, Espanya: Antoni Rubió i Lluch fou un historiador i intel·lectual català.[7]
- 1867 - Barcelona: Consuelo Álvarez Pool, Violeta, periodista, telegrafista, escriptora, sufragista i feminista espanyola (m. 1959).[8]
- 1930 - Barcelona: Eduard Manchón i Molina, futbolista català (m. 2010).
- 1981 - Terrassa: Marta Prat i Calmet, jugadora d'hoquei sobre herba que participà en els Jocs olímpics d'Atenes 2004.[9]
- 1986 - Oriola: Isabel Pagán Navarro, gimnasta rítmica valenciana, olímpica a Atenes 2004 i Pequín 2008.[10]
- 1992 - 
  - Alacant: Alejandra Quereda Flores, gimnasta rítmica valenciana, subcampiona olímpica en els Jocs Olímpics de Rio 2016.[11]
  - Mataró: Rosó Buch i Rosell, jugadora de bàsquet catalana.[12]

Resta del món
- 1737 - Alexander Dalrymple, geògraf i botànic escocès (m. 1808).
- 1759 - Torí, Regne de Sardenya-Piemont: Víctor Manuel I, rei de Sardenya (m. 1824).
- 1783 - Simón Bolívar, militar, estadista i polític veneçolà, llibertador d'Amèrica del Sud (m. 1830).[13]
- 1802 - Villers-Cotterêts (França): Alexandre Dumas (pare), novel·lista i dramaturg francès (m. 1870).[14]
- 1803 - Adolphe Adam, compositor francès (n. 1856).[15]
- 1826 - Francisco Solano López, heroi militar i president paraguaià; assassinat (n. 1870).
- 1832 - Antonio García Cubas, historiador i geògraf mexicà (n. 1912).
- 1836 - Ivan Bloch, banquer polonès (n. 1902).
- 1847 - Giengen an der Brenzː Margarete Steiff, modista que esdevingué empresària fabricant de ninots de peluix (m. 1909).[16]
- 1848 - Villanueva de Gállego, Saragossa, Espanya: Francisco Pradilla y Ortiz, pintor espanyol.
- 1857 - Fredericia, Dinamarca: Henrik Pontoppidan, escriptor danès, Premi Nobel de Literatura de l'any 1917 (m. 1943).[17]
- 1860 - Ivancice, Moràvia: Alfons Mucha, pintor i artista gràfic txec.[18]
- 1875 - Chiclana de la Frontera, Espanya: Carmen Abela y Espinosa de los Monteros, mestra cèlebre per desenvolupar mètodes pedagògics per a l'educació de nens discapacitats.
- 1884 - Garai, País Basc: Pilar de Zubiaurre, intel·lectual, escriptora, pianista i marxant d'art basca (m. 1970).[19]
- 1889 - Illiniois: Agnes Meyer Driscoll, coneguda com a Madame X, criptoanalista estatunidenca (m. 1971).[20]
- 1892 - 
  - Seattle: Alice Ball, química nord-americana que va desenvolupar un tractament efectiu contra la lepra (m. 1916).[21]
  - Bonen, Bretanya: Philomène Cadoret, escriptora bretona (m. 1923).[22]
- 1895 - Wimbledon, Londres, Anglaterra: Robert Graves, poeta, erudit i novel·lista anglès.
- 1897 - Atchison, Kansas: Amelia Earhart, aviadora nord-americana (m. 1937).[23]
- 1899 - Vincennes, Indiana: Alice Terry, directora i actriu de cinema mut (m. 1987).[24]
- 1909 - Chicago, Illinois, Estats Units: Alan Curtis, actor de cinema estatunidenc.
- 1921 - Motta Santa Anastasia, Catània, Itàlia: Giuseppe Di Stefano fou un tenor italià.
- 1924 - Grenoble, França: Janine Charrat, ballarina, coreògrafa, i directora francesa (m. 2017).[25]
- 1934 - Hastings, Nebraska: Sheila Hicks, artista tèxtil nord-americana.[26]
- 1955 - Domfront, Oise, Picardia (França): Philippe Hurel, compositor francès.[27]
- 1956 - Riga: Inguna Rībena, arquitecta i política letona, ha estat Ministra de Cultura de Letònia.[28]
- 1960 - Orà, Algèria: Catherine Destivelle, escaladora i alpinista francesa.[29]
- 1966 - Akka: Aminatou Haidar, defensora dels drets humans i activista política sahrauí.[30]
- 1969 - Sud del Bronx, Nova York, Estats Units: Jennifer Lopez, actriu, cantant, ballarina, productora de discos, dissenyadora de moda i productora de televisió estatunidenca.

## Necrològiques
Països Catalans
- 1922 - Xàtiva, la Costera: Matilde Ridocci i Garcia, mestra, pedagoga i escriptora valenciana (n. 1843).[31]
- 1942 - Paterna, Horta Oest: Joan Peiró i Belis, sindicalista anarquista, secretari general de la CNT en la dècada del 1920 i Ministre d'Indústria durant la II República.
- 1957 - Sabadell, Vallès Occidental: Francesc Izard i Bas, enginyer industrial català.
- 1973 - Perpinyà: Balbina Pi i Sanllehy, dirigent anarcosindicalista catalana (n. 1896).[32]
- 1977 - Barcelona: Enric Casassas i Cantó, pedagog català.
- 2017 - Palma: Joana Maria Roque Company fou una periodista mallorquina.[33]

Resta del món
- 1115 - Bondeno di Roncore: Matilde de Canossa, Gran Comtessa, poderosa senyora feudal llombarda, fundadora de l'Orde de Sant Jaume d'Altopascio.[34]
- 1794 - París: Rosalie Filleul, pintora francesa (n. 1753).[35]
- 1819 - París: Sophie Gail, cantant i compositora parisenca (n. 1775).[36]
- 1862 - Kinderhook, Nova York (EUA): Martin van Buren, advocat, 8è president dels Estats Units (n. 1782).[37]
- 1945 - Milà: Rosina Storchio, soprano lírica Italiana (n. 1872).[38]
- 1965 - Fort Dix, Nova Jersey: Constance Bennett, actriu estatunidenca, una de les més populars de la seva època (n. 1904).[39]
- 1974 - Cambridge (Anglaterra): James Chadwick, físic anglès, Premi Nobel de Física de 1935 (n. 1891).[40]
- 1982 - Laboissière-en-Thelle: Florence Henri, fotògrafa i pintora de les avantguardes artístiques del segle xx (n. 1893).[41]
- 1986 - Poughkeepsie, Nova York (EUA): Fritz Albert Lipmann, metge, químic i bioquímic nord-americà d'origen alemany, Premi Nobel de Medicina o Fisiologia de l'any 1953 (n. 1889).[42]
- 1990 - Riudellots de la Selva: Francesca Casaponsa, metgessa de la Bisbal, primera col·legiada a Girona (n. 1906).[43]
- 2013 - Saint Louis: Virginia Eshelman Johnson, va ser una sexòloga nord-americana pionera (n. 1925).[44]
- 2020 – Greenwich, Connecticut, EUA: Regis Philbin, actor Estatunidenc (n. 1931).
- 2021 - Madrid (Espanya)ː Carles Romeu Müller, humorista gràfic (n. 1948).[45]
- 2023 - Tòquio: Seiichi Morimura, escriptor japonès (n. 1933).

## Festes i commemoracions
- S'inicien les festes de Moros i Cristians de la Vila Joiosa, Marina Baixa) fins al 31 de juliol.
- A certs països, se celebra el Dia Internacional del BDSM.
- Proposta de celebració del Dia Internacional de la Rumba Catalana, en motiu de la declaració de la rumba catalana com a música tradicional i popular i com a part del patrimoni cultural de Catalunya per part del Parlament de Catalunya el 24 de juliol de 2015.
- Santoral:
  - Santa Cristina de Bolsena, màrtir;
  - Santa Cristina l'Admirable, anacoreta;
  - Sant Dictí d'Astorga, bisbe;
  - Santa Segolena de Troclar, abadessa;
  - Sants Borís i Gleb, prínceps màrtirs;
  - Santa Cunegunda de Polònia, reina i monja;
  - Sant Xàrbel Makhluf, monjo maronita;
  - beat Cristòfor de Santa Caterina, fundador;
  - beata Lluïsa de Savoia, princesa i clarissa;
  - beata Maria Mercè Prat, religiosa teresiana;
  - beats Màrtirs Passionistes de Daimiel;
  - beat Xavier Bordas i Piferrer, salesià (1936).